# Phinaea
Phinaea är ett släkte av tvåhjärtbladiga växter. Phinaea ingår i familjen Gesneriaceae.
Kladogram enligt Catalogue of Life:
| Phinaea | \| \| Phinaea albolineata \| \| \| \| \| \| Phinaea multiflora \| \| \| \| \| \| Phinaea pulchella \| \| \| \| |
|         | \| \| Phinaea albolineata \| \| \| \| \| \| Phinaea multiflora \| \| \| \| \| \| Phinaea pulchella \| \| \| \| |
|         | Phinaea albolineata                                                                                            |
|         | |
|         | Phinaea multiflora                                                                                             |
|         | |
|         | Phinaea pulchella                                                                                              |
|         | |